# Paolo Montero
Paolo Rónald Montero Iglesias (født 3. december 1971 i Montevideo, Uruguay) er en uruguayansk fodboldtræner og tidligere fodboldspiller, der spillede som forsvarsspiller hos flere sydamerikanske og europæiske klubber samt for Uruguays landshold. Af hans klubber kan blandt andet nævnes CA Peñarol i hjemlandet samt italienske Juventus.
Han er søn af en anden uruguayansk fodboldlandsholdsspiller, Julio Montero.

## Landshold
Montero spillede i årene mellem 1991 og 2005 61 kampe for Uruguays landshold, hvori han scorede fem mål. Han repræsenterede sit land ved både VM i 2002, samt Confederations Cup 1997 og Copa América i 2004.